# Corystes cassivelaunus
Corystes cassivelaunus, còn được biết với tên gọi cua đeo mặt nạ, cua đội mũ bảo hiểm hoặc cua cát, là một loài cua đào hang của Bắc Đại Tây Dương và Biển Bắc từ Bồ Đào Nha đến Na Uy, và cũng hiện diện ở vùng biển Địa Trung Hải. Tên gọi là cua mặt nạ do mai của nó trong như mặt người.

## Hình ảnh

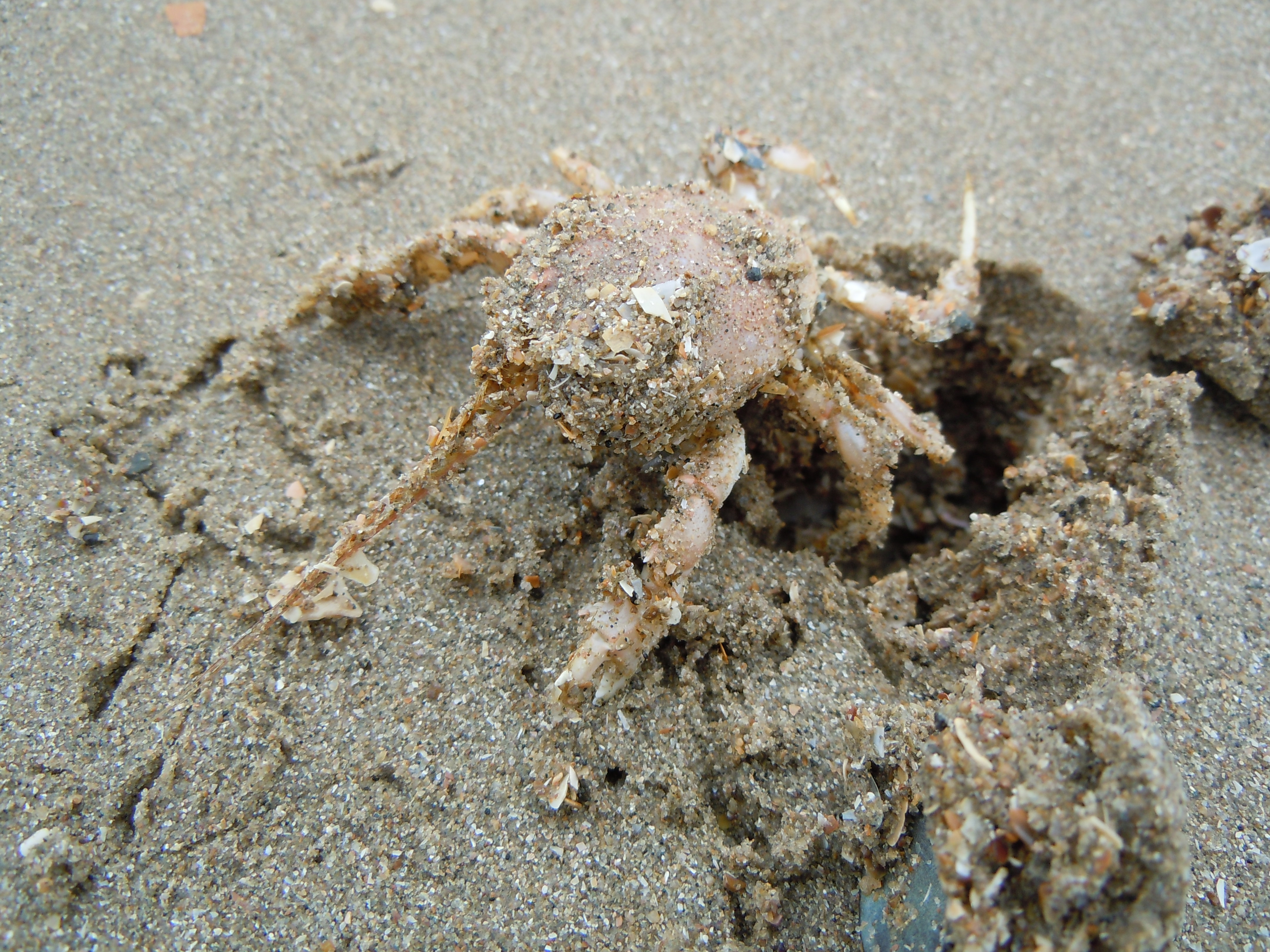
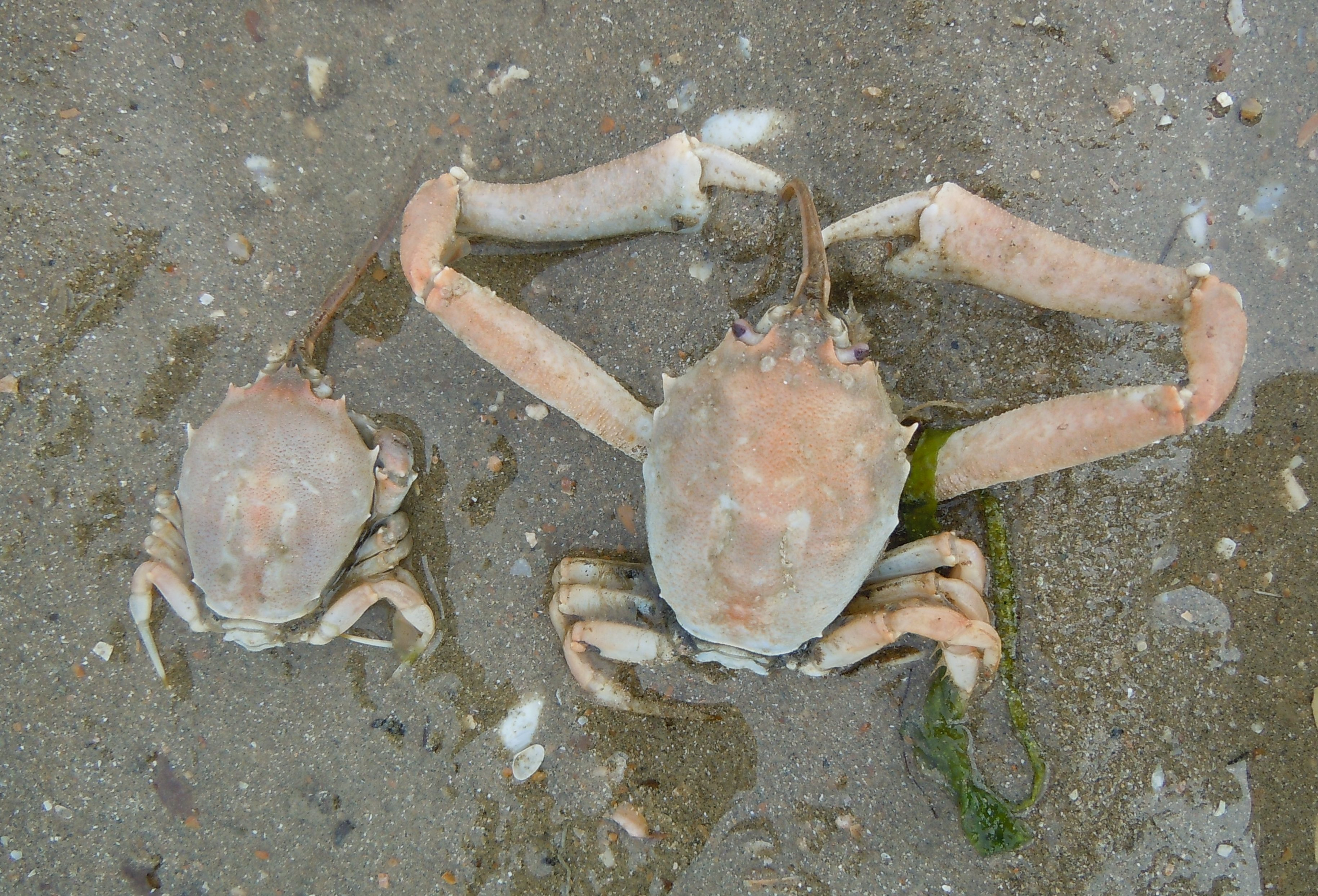
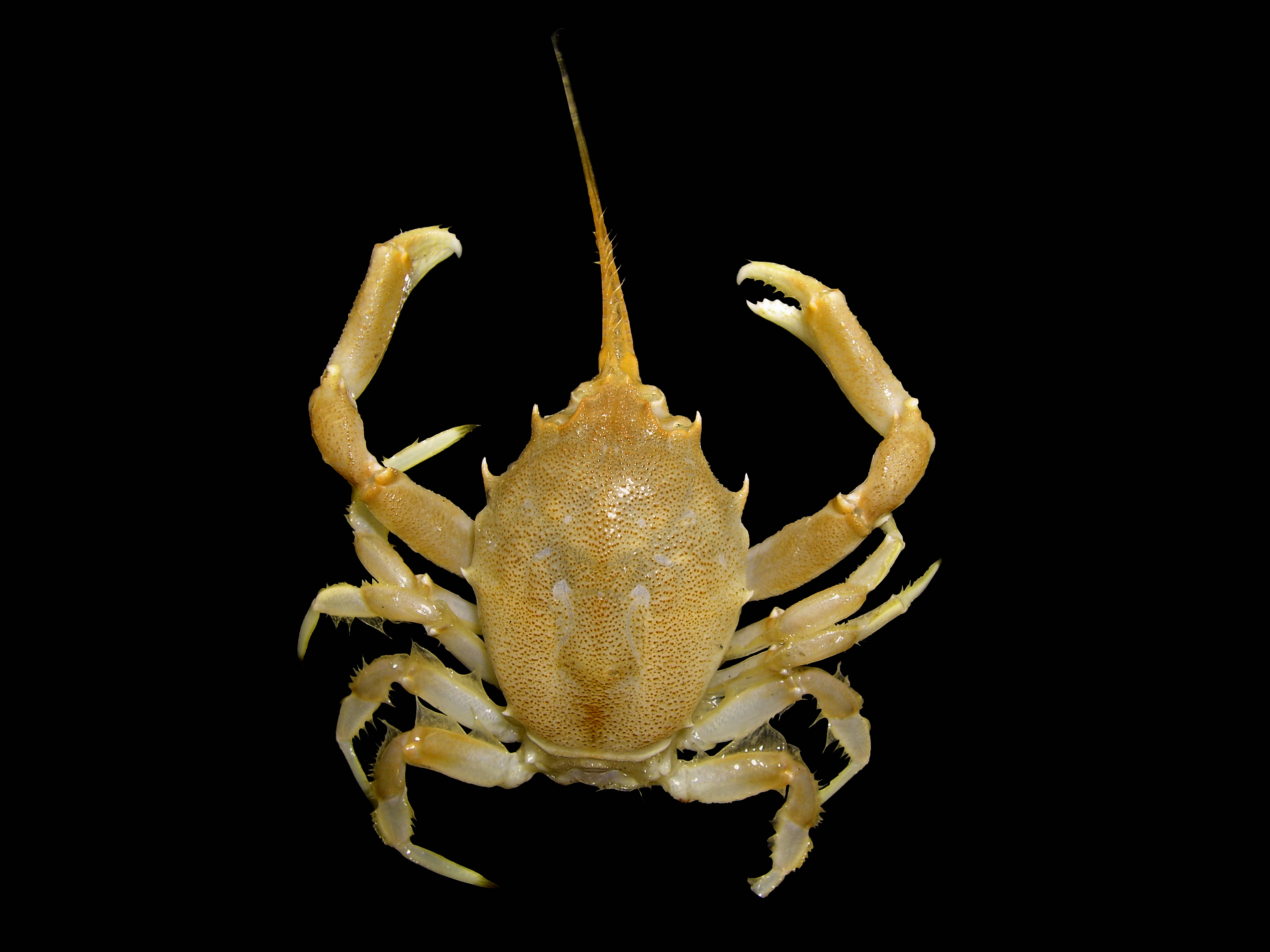